# Korthalsia rigida
Korthalsia rigida är en enhjärtbladig växtart som beskrevs av Carl Ludwig von Blume. Korthalsia rigida ingår i släktet Korthalsia och familjen Arecaceae. Inga underarter finns listade i Catalogue of Life.